# أندريه موتر
أندريه موتر (بالفرنسية: André Mutter)‏ سياسي فرنسي ومقاوم ولد في 11 نوفمبر في تروا وافته المنية 24 ديسمبر 1973 في أنماس .

## السيرة الذاتية
وهو وزير شؤون المحاربين القدامى وضحايا الحرب في أول حكومة جوزيف لانييل 28 ال 19 ثم وزير للجزائر من 14 مايو إلى 1   يونيو 1958 في الحكومة بيير Pflimlin .